# Municipio de Hayes (condado de Crawford)
El municipio de Hayes (en inglés: Hayes Township) es un municipio ubicado en el condado de Crawford en el estado estadounidense de Iowa. En el año 2010 tenía una población de 229 habitantes y una densidad poblacional de 2,52 personas por km².

## Geografía
El municipio de Hayes se encuentra ubicado en las coordenadas 41°59′38″N 95°9′1″O / 41.99389, -95.15028. Según la Oficina del Censo de los Estados Unidos, el municipio tiene una superficie total de 90.82 km², de la cual 90,82 km² corresponden a tierra firme y (0 %) 0 km² es agua.

## Demografía
Según el censo de 2010, había 229 personas residiendo en el municipio de Hayes. La densidad de población era de 2,52 hab./km². De los 229 habitantes, el municipio de Hayes estaba compuesto por el 100 % blancos. Del total de la población el 0 % eran hispanos o latinos de cualquier raza.